# Elise Lensing
Elise Lensing, (nom complet Maria Dorothea Elisabeth Lensing), née le 14 octobre 1804 à Lenzen an der Elbe et morte le 18 novembre 1854 à Hambourg est l'amie de longue date de Christian Friedrich Hebbel, considéré comme l'un des grands auteurs de théâtre du réalisme. Lensing, âgée de huit ans de plus, femme de ménage et couturière, le soutient financièrement autant qu'elle le peut.

## Biographie
Maria Dorothea Elisabeth Lensing naît le 14 octobre 1804 au 18 Seetorstraße à Lenzen an der Elbe. Elle est la fille du chirurgien et docteur Lensing. Après la mort de son mari, la mère d'Elise épouse le charpentier et skipper Johann Jakob Arendt Ziese de Hambourg et déménage à Hambourg en 1830. Après une formation à Magdebourg et un apprentissage à Calbe, Elise s'installe également chez son beau-père à Hambourg.
Au début de 1835, elle rencontre Friedrich Hebbel, qui loue une chambre dans la maison de son beau-père. À cette époque, Hebbel a 22 ans et Elise 30 ans. À Hambourg, Elise Lensing enseigne pendant un certain temps avant qu'un héritage paternel ne lui donne une certaine indépendance.